# Medelhavsgam
Medelhavsgam (Gyps melitensis) är en förhistorisk utdöd fågel i familjen hökar inom ordningen hökfåglar. Fågeln beskrevs 1890 utifrån subfossila lämningar funna på Malta. Den har därefter påträffats på ett antal ställen i centrala och södra Europa, inklusive öar i Medelhavsområdet. Den har också påträffats i Spanien.